# Kirchweihe
Kirchweihe oder Kirchenweihe (kirchenrechtlich: lateinisch dedicatio ‚Widmung, Einweihung‘, veraltet auch consecratio ‚Heiligung‘; griechisch καθιέρωσις kathiérōsis, deutsch ‚Weihung, Einweihung‘ oder ἐγκαίνια enkaínia, deutsch ‚Erneuerungsfest‘) ist der Akt der festlichen Weihe einer Kirche, durch den der Kirchenraum der Kirchengemeinde zum liturgischen Gebrauch übergeben wird; bei der Weihe einer Kathedrale wird volkstümlich auch der Begriff Domweihe verwendet. Eine Kirchweihe findet statt, wenn eine neuerbaute Kirche erstmals als Gotteshaus in Dienst genommen wird oder auch z. B. nach einer Renovierung.
Dieser Artikel behandelt zum Teil auch die Namensgebung von Kirchen in verschiedenen Konfessionen. Für die römisch-katholische Kirche siehe auch Titulus ecclesiae und Patrozinium.

## Geschichtlicher Überblick

### Grundlagen in der Alten Kirche
Das frühe Christentum besaß keine eigenen heiligen Räume und unterschied sich in dieser Hinsicht sowohl vom Judentum als auch von anderen Religionen im Römischen Reich. Das wurde aber nicht als Mangel empfunden. Paulus von Tarsus erklärte seinen christlichen Lesern, ihr eigener Körper sei ein Tempel: „Wisst ihr nicht, dass ihr Gottes Tempel seid und der Geist Gottes in euch wohnt?“ (1 Kor 3,16). Diese Stelle aus dem Neuen Testament hat die altkirchlichen Theologen in ihren Äußerungen zum Thema Kirchengebäude stark geprägt. Daneben wurden aber auch Impulse aus dem Alten Testament wirksam, das die Weihe heiliger Orte (Zeltheiligtum, Steinmale, Jerusalemer Tempel) mehrfach thematisiert. Altes und Neues Testament haben also ein unterschiedliches Verständnis des heiligen Raumes, woraus sich eine Zweipoligkeit des theologischen Nachdenkens über den Kirchenraum ergibt.
Zunächst dominierte der neutestamentliche Impuls. Clemens von Alexandria und Minucius Felix bekräftigten, dass Kirchenbauten keine Heiligkeit zukomme. Eusebius von Caesarea teilte die Vorstellung, dass die Christen, die zum Gottesdienst zusammenkamen, eine heilige Gemeinde seien. Er nutzte in seinem Geschichtswerk die Einweihung der Kirche in Tyros im Jahr 315, um die Architektur symbolisch auf die hierarchisch strukturierte Kirche auszudeuten. Ein interessantes Detail ist der hölzerne Lettner, der offenbar die Laien vom Altar fernhalten sollte. Die Kanones des Konzils von Laodicea (4. Jahrhundert) schlossen Frauen vom Betreten des Altarraums aus, nach dem Pauluswort: Die Frau schweige in der Gemeinde. Zunehmend finden sich in den Quellen Regelungen, wie sich die Gläubigen im Kirchenraum verhalten sollten. Beispielsweise wurde in Laodicea auch reglementiert, „daß man nicht in den kirchlichen Räumen oder den Kirchen sogenannte Agapen veranstaltet und im Hause Gottes ißt und Speisesofas aufschlägt“. Solche Verbote sind Indizien dafür, dass der Kirchenraum bereits als ein besonderer, heiliger Raum wahrgenommen wurde.
Keine der frühchristlichen Kirchenordnungen (Traditio Apostolica, Apostolische Konstitutionen, Canones des Hippolyt, Testamentum Domini) enthält Anweisungen für die Kirchweihe. Mit der Konstantinischen Wende wurde es für die Christen möglich, Kirchengebäude zu errichten und festlich in Gebrauch zu nehmen. Das Christentum war von nun an im öffentlichen Raum viel mehr präsent. Die Informationen, die Eusebius zur Kirchweihe in Tyros im Jahr 315 und zur Weihe der Jerusalemer Grabeskirche (Enkainia) im Jahr 335 gibt, ließen Dionys Stiefenhofer bereits 1909 vermuten, dass die Eucharistiefeier im 4. Jahrhundert von zentraler Bedeutung bei der Weihe einer neuen Kirche war. Die Forschung ist ihm weitgehend gefolgt. Ein Hymnus Ephräms des Syrers († 373) ist der früheste Beleg dafür, dass der christliche Altar – jedenfalls im syrischen Raum – mit Öl gesalbt wurde, und zwar offenbar vor der ersten Eucharistiefeier in einem neuen Kirchenbau. Syrische Mönchsviten deuten darauf hin, dass die Altarweihe im 4./5. Jahrhundert auch von einem Presbyter vorgenommen werden konnte und nicht dem Bischof vorbehalten war.

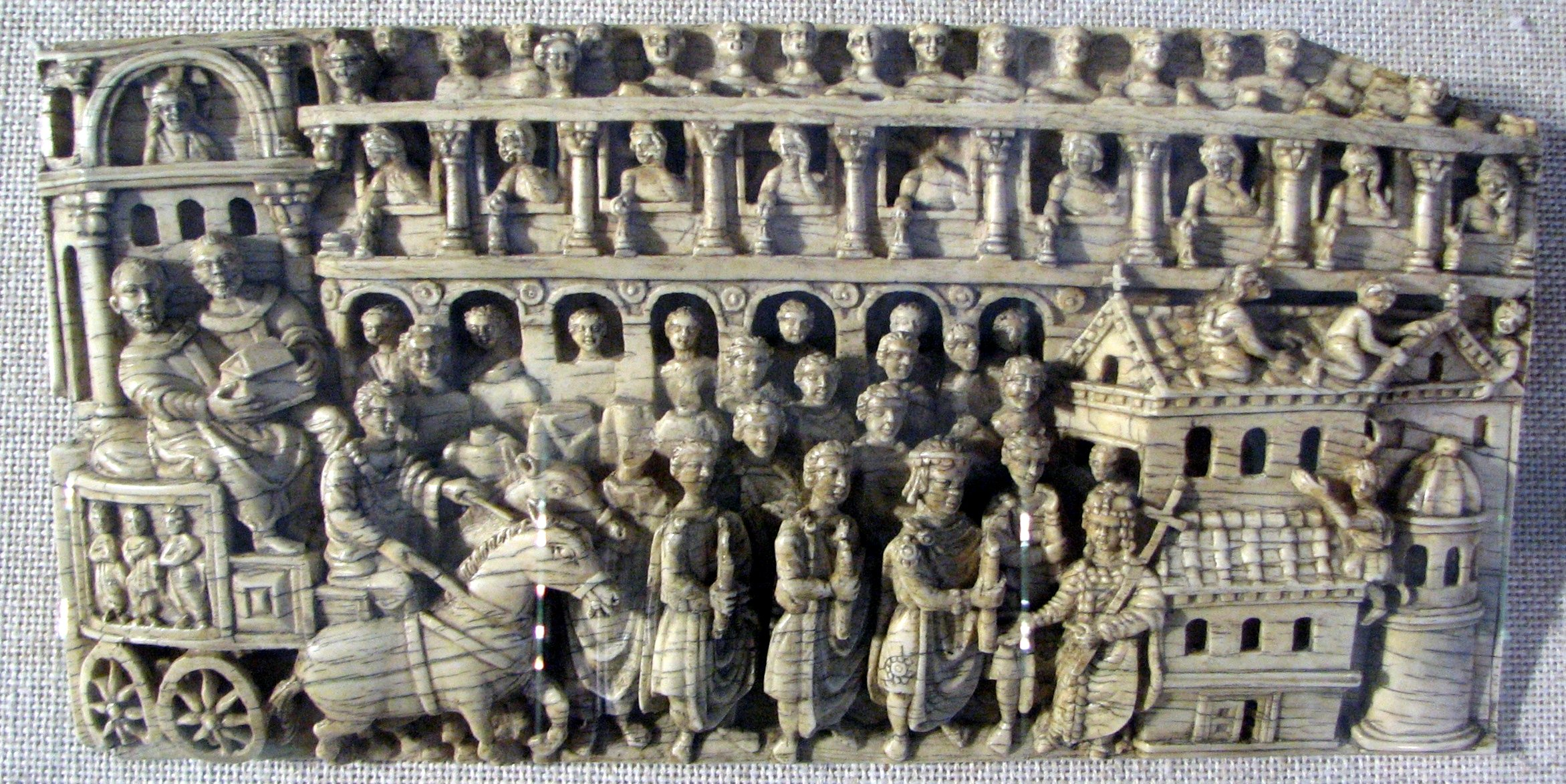
Feierliche Übertragung von Reliquien zu einer neuen Kirche. Elfenbein, Konstantinopel, 5. Jahrhundert (Trierer Domschatz)

Die Heiligenverehrung förderte das Verständnis des Kirchenraums als eines heiligen Raumes. Im Fall der Apostelkirche in Konstantinopel, einer Gründung Kaiser Konstantins (als sein Mausoleum) war die kaiserliche Widmung des Gebäudes (dedicatio bzw. kathiérōsis) ein Akt der römischen Zivilreligion, und erst mit zeitlichem Abstand trafen Apostelreliquien ein, die in einer kirchlichen Feier unter dem Altar deponiert wurden. Beides waren im 4. Jahrhundert voneinander getrennte Vorgänge. Vitalijs Permjakovs betont, dass die Überführung von Heiligenreliquien nach den Quellen aus dem Osten des Reichs nicht die Weihe (dedicatio/consecratio) der Kirche bewirkten – im Gegensatz zum lateinischen Westen, wo Ambrosius von Mailand genau diese Vorstellung förderte. Ein „Grunddatum“ war der 17. Juni 386, an dem Ambrosius die Gräber von Märtyrern öffnete, um ihre Gebeine zum Altar einer Kirche zu bringen. „Bewußt stellte er eine himmlisch-irdische Entsprechung her: Wie die Seelen der Märtyrer ‚unter dem himmlischen Altar‘ ihren Aufenthalt hatten (Offb 6,9 ), so die Leiber unter dem irdischen. Die Verbindung von Reliquiengrab und Altar wurde essentiell.“ Während die Eucharistiefeier von Anfang an für jede Kirchweihe konstitutiv war, kam mancherorts noch im 4. Jahrhundert die Übertragung von Reliquien – nun auch von Heiligen, die nicht den Märtyrertod gestorben waren – zum Altar der neuen Kirche hinzu. Das 2. Konzil von Nicäa machte im Jahr 787 die Reliquienübertragung und Beisetzung im Altar für jede Kirchweihe verpflichtend; das führte dazu, dass häufig Knochensplitter verschiedener Heiliger in einen Altar eingefügt wurden, ohne dass deren Echtheit überprüft werden konnte. (Es wurde aber nicht in allen christlichen Konfessionen übernommen.)
Eine Elfenbeintafel aus Konstantinopel, die sich heute im Trierer Domschatz befindet, gibt ein anschauliches Bild von der festlichen Übertragung von Reliquien in eine neue Kirche. Sie ist rechts im Bild zu sehen; die Handwerker auf dem Dach sind soeben fertig geworden. Vor der Kirchentür steht die Kaiserin als Stifterin der Kirche, um die nahende Prozession zu empfangen. Links sieht man das Chalke-Tor des Kaiserpalastes, wo soeben der Wagen eintrifft, auf dem zwei Würdenträger das Kästchen mit den Reliquien transportieren.

### Ost- und westkirchliche Riten im Mittelalter

#### Entwicklung im Osten
Vitalijs Permjakovs differenziert die beiden griechischen Bezeichnungen für die Kirchweihe folgendermaßen:
- kathiérōsis: Weihe des Altars und des Kirchenraums durch Salbung (eine Feier von Klerikern, von der die Gemeinde ausgeschlossen ist);
- enkaínia: Feierlicher Einzug des Bischofs in die neue Kirche und Deponierung von Reliquien (ein festlicher Stationsgottesdienst der ganzen Gemeinde).

Diese beiden nach seiner Analyse ursprünglich verschiedenen Riten wurden in Konstantinopel bis zum 11. Jahrhundert zu einem einzigen Kirchweiheritus verschmolzen.
Das Euchologion Barberini gr. 336 (spätes 8. Jahrhundert) ist der früheste und wichtigste Zeuge für den Ritus der Kirchweihe (ebenso wie für mehrere andere Riten) in Byzanz. Obwohl es oft auf die Verhältnisse in Konstantinopel Bezug nimmt, wurde es wohl in Süditalien niedergeschrieben, also in einem Randgebiet des Byzantinischen Reichs. Der Redaktor scheint auch Impulse aus der Jerusalemer Liturgie aufgenommen zu haben. Im Barberini gr. 336 lassen sich ein älterer Text (Kurzfassung) und eine jüngere Bearbeitung (Langfassung) unterscheiden; die Kurzfassung stimmt weitgehend mit anderen Quellen überein. Auch der Langfassung lassen sich weitere Zeugen zur Seite stellen.
Die Kurzfassung gibt folgendes Bild der frühesten Kirchweihfeier in Konstantinopel:
Erster Teil – kathiérōsis: Wenn die Marmorarbeiter den Altar fertiggestellt haben, verlassen sie (wie alle Laien) die zu weihende Kirche. Der Patriarch tritt ein mit begleitenden Klerikern; die Türen werden verschlossen. Der Patriarch kniet vor den Türen des Altarraums. Er erhebt sich zum Fürbittgebet (Synapte), das der Diakon spricht. Unterdessen rezitiert der Patriarch das Eröffnungsgebet, in dem er das Wüstenheiligtum Israels, den salomonischen Tempel, das unblutige Opfer, welches die Kirche feiert, und den Bau dieser neuen Kirche („Tempel“) in Erinnerung ruft, die „erbaut wurde im Namen deines Heiligen N., zu deiner Ehre, zur Ehre deines eingeborenen Sohnes und des Heiligen Geistes.“ Gott möge die Gnade gewähren, die Weihe der Kirche nun zu vollenden und den Altar zu weihen. Der Patriarch streut weißes nítron (νίτρα λευκὰ) in Kreuzform auf den Altar. Im Taufgefäß wird ihm warmes Wasser gereicht, das er auf den Altar („Heiligen Tisch“) sprengt und mit den Händen verreibt, so dass der Altar rein wird. Dann gießt er Wein in Kreuzform auf den Altar und trocknet ihn mit einem neuen Leinentuch. Schließlich bezeichnet er mit Chrisam drei Kreuze auf dem Altar und verstreicht mit den Händen das Chrisam auf dem ganzen Altar, wobei er die Säulen, auf denen die Altarplatte ruht, mit Kreuzen bezeichnet. Nachdem er seine Hände gewaschen hat, breitet er das Altartuch über den Altar. Er inzensiert den Altar, den Altarraum und das ganze Kirchengebäude. Unterdessen bezeichnet ein assistierender Bischof alle Säulen in der Kirche mit Chrisamkreuzen. Der Diakon spricht die übliche Litanei, die folgenden Einschub hat: „Im Gedenken an unsere allheilige, reine Herrin, die Gottesgebärerin, und an den heiligen N. (dessen Tempel geweiht wird).“ Die kathiérōsis endet mit Schlussgebet und Entlassung.
Zweiter Teil – enkaínia: In einer Kirche in der Nachbarschaft werden die für die neue Kirche bestimmten Reliquien aufbewahrt. Dort findet das Stundengebet statt. Der Patriarch trägt die Reliquien in einer Prozession zur neuen Kirche und betritt den Narthex. Es folgt Psalm 24 im Wechsel. Die Türen zum Kirchenschiff werden geöffnet, und der Patriarch zieht mit der ganzen Gemeinde ein. Während ein Troparion gesungen wird, deponiert der Patriarch die Reliquien im Altar. Er spricht folgendes Gebet: „Unser Gott, du hast den Heiligen, die für dich gekämpft haben, auch diesen Ruhm gewährt, dass ihre Reliquien in aller Welt in deinen heiligen Kirchen ausgestreut werden und Heilung dadurch empfangen wird. Herr, du selbst, Geber aller guten Gabe, gewähre durch die Fürbitte der Heiligen, deren Reliquien in dieser ehrwürdigen Kirche zu deponieren dir wohlgefallen hat, dass wir würdig seien, das unblutige Opfer darzubringen, ohne schuldig zu werden. Gewähre unsere Bitten um Erlösung. Gewähre auch denen, die für deinen Namen gekämpft haben, dass sie Wunder wirken zu unserer Erlösung. Denn dein ist das Reich …“ Nach dem Gloria und Trishagion wird die Liturgie in der üblichen Form gefeiert.

#### Entwicklung im Westen

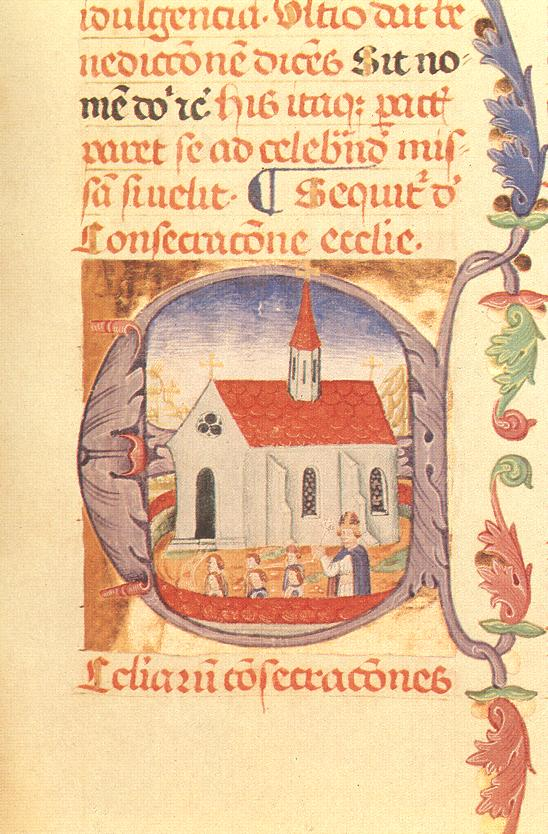
Kirchweihe, Illustration eines Pontifikales aus dem 15. Jahrhundert

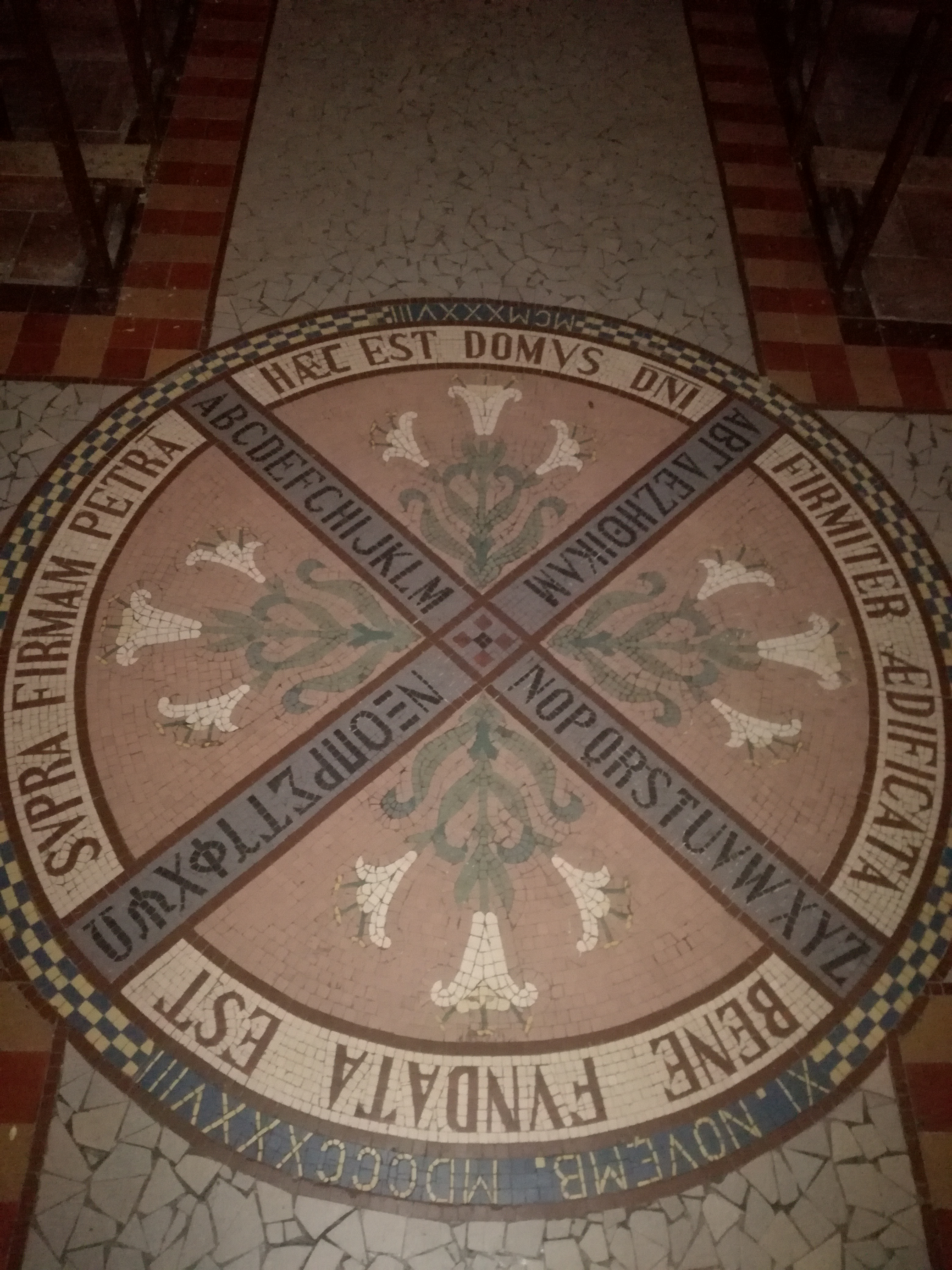
Andreaskreuz aus lateinischem und griechischem Alphabet (Bodenmosaik in Notre-Dame de la Daurade, Toulouse)

Im Westen wird eine Altarweihe erstmals durch einen Beschluss des Konzils von Agde (506) angeordnet. Diese Information wird ergänzt durch eine Predigt des Caesarius von Arles, eines Konzilsteilnehmers. Demzufolge wurde der steinerne Altar mit Chrisam gesalbt und vom Priester benediziert. Mit dem Salben eines Steins wird ein Motiv aus dem Alten Testament aufgenommen, insbesondere die Erzählung von Jakob und der Himmelsleiter (Gen 28) wurde in Kirchweihpredigten häufig ausgelegt.
Die frühmittelalterlichen Sakramentare überliefern zwei Traditionsstränge, die als gregorianisch und gelasianisch bezeichnet werden.
- Das gregorianische Kirchweihformular (Sacramentarium Gregorianum Hadrianum, 8. Jahrhundert) bietet ein Messformular mit drei vorangehenden Orationen, von denen die dritte (Descendat quaesumus) als Dedikation des Altars zu verstehen ist. Der Ablauf wird durch die Überschriften nur umrisshaft erkennbar: eine Prozession mit den Reliquien in die neue Kirche, Einsenken der Reliquien in den Altar, Bekleiden des Altars mit Tüchern.
- Das Altgelasianum (Sacramentarium Gelasianum Vetus, 6./7. Jahrhundert) hat demgegenüber zwei Kirchweihmessen, die unterschiedliche Akzente setzen. Die erste betont die Heiligung des Ortes der eucharistischen Feier, die zweite die Reliquienbeisetzung im Altar und die Heiligenverehrung. Im Altgelasianum werden mehrere Riten erkennbar: Ein besonderes Weihwasser mit Beimischung von Wein wird verwendet, um die vier Ecken der Altarplatte zu bezeichnen und den Altar zu besprengen. Der Rest wird danach am Fuß des Altars ausgegossen. Auf dem Altar wird Weihrauch verbrannt.[29]

Unter den Ordines Romani ist OR 41 (Ende 8. Jahrhundert) besonders interessant: „Es handelt sich um einen weit angelegten Dedikations- und Konsekrationsritus für eine Kirche, der im westlichen Teil des Frankenreichs entstanden ist und im Geist der karolingischen Reformbestrebungen versucht, fränkische mit römischen Elementen zu kombinieren.“ Hier ist erstmals der Alphabetritus bezeugt, d. h. das Einschreiben zweier lateinischer Alphabete in ein aus Asche auf den Kirchenboden gestreutes Andreaskreuz. Ab dem 10. Jahrhundert wurde der Ritus weiterentwickelt: Statt zweimal das lateinische werden nun je einmal das lateinische und das griechische Alphabet auf den Boden geschrieben. Die Deutung ist umstritten. Einige leiteten ihn von Verfahrensweisen römischer Landvermesser her; möglicherweise spielt ein Motiv aus der Johannesoffenbarung mit hinein: der Engel, der das himmlische Jerusalem vermisst (Offb 21,16 ). Andere deuten ihn als Christussymbol: Das Kreuz stand für den griechischen Anfangsbuchstaben Χ des Titels Χριστός Christus, eingerahmt vom ersten und letzten Buchstaben Alpha und Omega (Α und Ω), wie es frühchristlicher Ikonographie entspricht. Das Kreuz verband die vier Himmelsrichtungen, ein Symbol für den universalen Taufauftrag Jesu Christi an die Kirche (Mt 28,19 ) oder als Ausdruck dafür, dass Jesus Christus den Kirchenraum in Besitz nimmt. Die Zubereitung des später so benannten Gregoriuswassers (Wasser mit Beimengung von Zutaten, die Reinheit symbolisieren: Salz, Asche und Wein) wird in OR 41 ebenfalls erwähnt. Altar, Wände und Fußboden werden damit besprengt. Bei der Altarweihe liegt der Akzent auf der mehrfachen Salbung erst mit Katechumenenöl, dann mit Chrisam; die folgende Reliquienbeisetzung im Altar wirkt in OR 41 wie ein Nachtrag.
Im 10. Jahrhundert wurde in Mainz das Pontificale Romano-Germanicum zusammengestellt, das versuchte, die im Frankenreich bekannten Riten, abgesehen von der Messe und dem Stundengebet, zusammenzutragen. Es enthält zwei Ordnungen für die Kirchweihe, von denen die erste als relativ ungeschickte Kompilation erscheint, die zweite aber die Stoffe besser arrangiert und weit aufgenommen wurde. Dieser Ordo Romanus ad dedicandam ecclesiam liegt über mehrere Stationen auch dem nachtridentinischen Pontificale Romanum von 1596 zugrunde. Gegenüber dem frühmittelalterlichen Ordo Romanus 41 ist der dreifache Umzug um die Kirche und das Besprengen ihrer Außenwände mit Weihwasser breit ausgestaltet. Jedes Mal endet der Umzug an der verschlossenen Kirchentür, wo zwischen dem Bischof und einem Diakon hinter der Tür Worte aus Psalm 24 im Wechsel gesprochen werden. Der Bischof fordert damit (zunächst vergeblich) Eintritt in den Kirchenraum. Beim dritten Mal zeichnet er mit dem Bischofsstab ein Kreuz auf die Türschwelle und vertreibt so die dämonischen Mächte. Die Bereitung des Gregoriuswassers und die Besprengung des Kirchenraums sind weiter verkompliziert worden. Mit dem Gregoriuswasser wird auch der Mörtel angerührt, der zum Verschließen des Reliquiengrabs auf der Altarplatte dient. Damit werden zwei Riten unterschiedlicher Herkunft kombiniert. Es folgt die mehrfache Salbung des Altars und danach des Kircheninnenraums. Anschließend kommt es zum „dramaturgischen Höhepunkt der ganzen Kirchweihliturgie“: An den vier Ecken und in der Mitte der Altarplatte formt der Bischof je ein Kreuz aus fünf Weihrauchkörnern und legt Kerzendochte kreuzförmig darüber. Diese werden entzündet. Die dabei gesungenen Antiphonen deuten den Ritus durch Offb 8,3–4 .

## Heutige Praxis in verschiedenen Konfessionen

### Orthodoxe Kirchen
Den östlich-orthodoxen und orientalisch-orthodoxen Kirchweihriten ist gemeinsam, dass die Salbung des kurz zuvor errichteten Altars mit Myron (Chrisam) oder einem speziell für dieses Ritual bereiteten Öl im Zentrum steht. „Die Salbung der Kirchenmauern scheint nichts weiter zu sein als eine Erweiterung der Altarsalbung.“

#### Byzantinischer Ritus: Beispiel Griechisch-orthodoxe Kirche

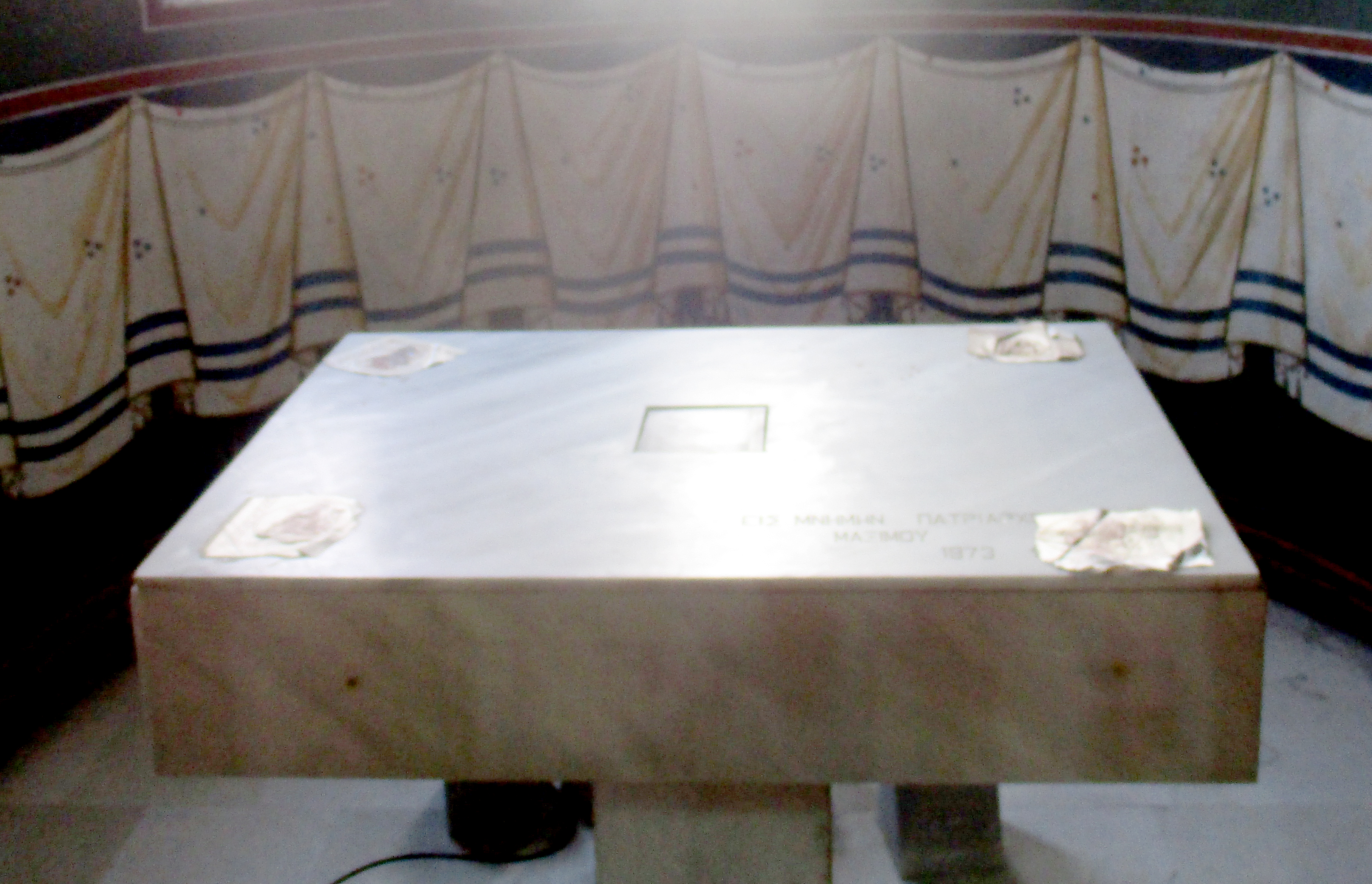
Altar der Johannes-Chrysostomos-Kirche in Preveza (Nordgriechenland); die Altartücher wurden wegen einer Restaurierung abgenommen. Man sieht die Ikonen an den Ecken und das Reliquiengrab.

In einer Prozession ziehen der Bischof, der auf einer Patene die Reliquien dreier Heiliger trägt, die Geistlichen und die ganze Gemeinde dreimal um die neue Kirche, die auf diese Weise für den Kult ausgesondert wird. Vor der Kirchentür stehend folgt ein Zwiegespräch mit Worten aus Psalm 24 zwischen dem Bischof, der Christus als König repräsentiert, der seine Kirche in Besitz nimmt, und einem Priester, der einen Engel repräsentiert und ihm aus der Kirche antwortet:
- Bischof (Christus): „Erhebt, ihr Herrscher, eure Tore, und laßt euch hinaufheben, ihr ewigen Tore, und einziehen wird der König der Herrlichkeit.“
- Priester (Engel): „Wer ist dieser König der Herrlichkeit?“
- Bischof (Christus): „Der Herr, stark und mächtig, der Herr, mächtig im Krieg.“

Dieses Zwiegespräch wird dreimal wiederholt, woraufhin der Bischof die Patene mit den Reliquien hebt und das Kreuzzeichen macht. Nun wird die Kirchentür geöffnet, und alle ziehen in den Kirchenraum ein. Während die Gläubigen die Kerzen entzünden und die Ikonen verehren, begibt sich der Bischof in den Altarraum, wo er die Reliquien in ein goldenes Kästchen legt. Er übergießt sie mit Chrisam, was die Vereinigung Christi mit den Märtyrern symbolisiert. Nach mehreren Gebeten setzt der Bischof das Kästchen in die dafür bestimmte Öffnung des Altars. Er versiegelt sie, indem er duftendes Wachs oder Mastix darübergießt. Der Altar symbolisiert das Grab Christi.
Der Bischof bekleidet sich mit dem Savanon, einem weißen Leinenkleid. Während die Gemeinde kniet, spricht der Bischof das Weihegebet. Der Diakon rezitiert die Fürbitten. Nachdem der Bischof den Altar mit Weihwasser besprengt hat, wird er abgetrocknet, mit Rosenwasser besprenkelt und mit Myron gesalbt: erst in der Mitte, dann an jeder Seite; schließlich wird die ganze Altarplatte mit Myron bestrichen. Ikonen der vier Evangelisten werden an den vier Ecken des Altars befestigt. Der so geschmückte Tisch steht für die weltweite Kirche.
Ein schlichtes weißes Leinentuch, das Katasarkion, wird über den ganzen Altar gebreitet und mit einer langen Schnur umwunden. So lange die Kirche steht, soll das Katasarkion nicht mehr abgenommen werden. Über das Katasarkion breitet der Bischof, nachdem er seine Hände gewaschen hat, eine prachtvollere Altardecke, oft aus Brokat. Steht das Katasarkion für das Leichentuch Christi, so symbolisiert die Brokatdecke sein königliches Gewand.
Der Bischof breitet nun das Antimension auf dem Altar aus. Darauf legt er das Evangelienbuch, das für die Lehre Christi steht. Hinzu kommen das Artophorion und der Kerzenleuchter. Nun inzensiert er erst den Altar, sodann die ganze Kirche. Schließlich salbt er die Wände der Kirche und die Ikonen mit Chrisam, indem er sie mit einem Kreuz bezeichnet. Der Bischof segnet die Gemeinde und betet für sie.
Im folgenden Gottesdienst ist die Epistellesung aus Hebr 3,1–4  entnommen, die Evangelienlesung ist Joh 10,22–30 .
Die Gläubigen haben nun die Möglichkeit, etwas Öl für die Vigillampe zu stiften, als ihr Geschenk für die neue Kirche. Nachdem der Bischof das Savanon abgelegt hat, wird dieses liturgische Gewand in kleine Stücke zerschnitten, die die Gläubigen als Segensgabe mit nach Hause nehmen. Nach Schlussgebet und Entlassung stellt der Bischof die Vigillampe auf den Altar neben das Antimension, wo sie von nun an als Symbol für Christus (das Licht der Welt) brennt.

#### Syrisch-Antiochenischer Ritus: Beispiel Syrisch-orthodoxe Kirche
Das heilige Myron (Chrisam) steht im Zentrum der syrisch-orthodoxen Kirchweihe. Einen Wasserritus wie bei den Byzantinern kennt man nicht.
Der Altar (syrisch: madbeḥo), meist ein gemauerter Kubus, steht im Altarraum, welcher durch einen Vorhang vom Kirchenschiff abgetrennt ist. Wenn der Vorhang für die Liturgie zur Seite gezogen wird, symbolisiert dies, dass der Himmel offen steht. Auf dem Altar liegt eine schlichte rechteckige Holztafel (syrisch: tablito), die in diesem Ritus die Funktion eines Tragaltars hat und im Rahmen der Altarweihe mitgeweiht wird.
Am Vortag oder Vorabend des Kirchweihtages findet die Zeremonie der Grundsteinlegung statt. Ein kubusförmiger Stein mit einer Einwölbung, welcher Christus symbolisiert, und zwölf kleinere Steine, welche die Apostel symbolisieren, werden vom Bischof im Altarraum gesegnet und mit Myron gesalbt, sodann in Kreuzform ausgelegt mit dem Christus-Stein in der Mitte. Eine kleine silberne Urne wird in den Christus-Stein eingesetzt. Sie enthält ein goldenes Kreuz (= Reinheit), Weihrauch (= die Gläubigen) und Myron (= der Heilige Geist). Diese Urne erinnert an das goldene Gefäß mit Manna, das sich in der Bundeslade befand (Ex 16,33 , Hebr 9,4 ). Alle Steine und die Urne werden daraufhin in ein hölzernes Kästchen gelegt. Der Bischof hebt das Kästchen in jede Himmelsrichtung und segnet somit den Kirchenbau durch das Zeichen des Kreuzes. Dann wird das Kästchen im Namen des Kirchenheiligen in den Altar eingesetzt.
Die Feier der Kirchweihe am folgenden Tag beginnt mit umfangreichen Schriftlesungen und Gebeten; unter den biblischen Motiven, die hier angesprochen werden, ist Petrus als Fels der Kirche (Mt 16,13-19 ) und Paulus’ Selbstbeschreibung als weiser Architekt 1 Kor 3,10  hervorgehoben. Der Bischof zeichnet daraufhin mit dem Daumen drei Kreuze auf den Altar: oben links, in der Mitte und unten rechts. Sie stehen für die Trinität. Nun wird ihm das Myrongefäß feierlich gebracht, wobei die Glocken läuten. Bischof und Kleriker ziehen in einer Prozession durch die Kirche, um die Wände mit je drei Myronkreuzen zu bezeichnen. Dies beginnt an der Ostwand hinter dem Altar. Der Bischof spricht dabei folgendes Gebet: „Christus unser Gott, durch die Gebete deiner heiligen Apostel, der Gottesmutter Maria und des heiligen N., in dessen Namen dieses Haus erbaut ist, segne und heilige diesen Altar und uns. Denn du bist heilig, mit dem Vater und dem Heiligen Geist …“ Dies wiederholt er an den übrigen drei Wänden. Die Prozession gelangt nun wieder zum Altar, den der Bischof mit drei diagonal angeordneten Myronkreuzen bezeichnet. Ebenso verfährt er bei dem tablito. Dabei singt die Gemeinde Psalm 23, der das Motiv des von Gott bereiteten Tischs enthält. Nun wird der Altar mit farbigen und weißen Altartüchern bekleidet, die in diesem Ritus symbolisch für die Windeln und das Grabtuch Christi stehen. Anschließend werden Fenster und Türen der Kirche nach einer bestimmten Reihenfolge mit Myronkreuzen bezeichnet. Wieder im Altarraum, wird dem Bischof ein Holzkreuz (syrisch haw dmalakhe) gereicht, das er in jede Himmelsrichtung hält und so den Altarraum durch das Zeichen des Kreuzes segnet. Abschließend wird das Holzkreuz auf dem neuen Altar aufgestellt. Eine Eucharistiefeier schließt sich an.

#### Alexandrinischer Ritus: Beispiel Koptisch-orthodoxe Kirche
Am Vorabend des Kirchweihetags versammeln sich der Bischof und die Kleriker mit der ganzen Gemeinde in der neuen Kirche. Mitten im Kirchenraum steht eine Kathedra für den Bischof. Sieben neue Krüge werden mit Wasser gefüllt. Zweige von Jasmin, Geißblatt, Rosen, Wein, Zitrone und Marienbaum werden in den Krügen aufgestellt. Außerdem liegen Mangoldblätter bereit. Sieben Öllampen und sieben Kerzen werden vorbereitet.
Nun folgen umfangreiche Bibellesungen, Psalmen, Hymnen und Gebete.
Nach einem langen Wechselgebet ziehen die Geistlichen in einer Prozession durch die Kirche. Die Priester tragen dabei Evangelienbuch, Wasserkrüge, Kerzen und Weihrauchgefäße. Der Bischof besprengt den Altar mit Wasser und spricht: „Heilige Weihe dieses Gotteshauses.“ Er nimmt Chrisam und bezeichnet damit das Fenster hinter dem Altar mit einem Kreuz; dabei spricht er: „Wir weihen diesen Ort, eine Kirche auf den Namen des heiligen N., im Namen des Vaters und des Sohnes und des Heiligen Geistes, des einen Gottes.“ Das wiederholt er bei allen Fenstern, Grundmauern, Ecken und Säulen im Kirchraum.
Die Weihe des Altares geschieht im Anschluss an die Weihe des Kirchenraums. Dazu versammeln sich die Geistlichen um den Altar. Abwechselnd mit Weihrauchgebeten werden die Psalmen 23, 24, 26, 27, 84 und 93 gesungen. Die Epistellesung ist Hebr 13,11–16 , das Evangelium Mt 17,1–8 . Ein großes Bittgebet mit festlichem Kyrie eleison schließt sich an. Nach einem weiteren Gebet gießt der Bischof dreimal Chrisam in Kreuzform auf den Altar und spricht dabei: „Wir weihen diesen Altar auf den Namen N.“ Nach Psalm 85 folgen ein Danksagungsgebet und die Bekleidung des Altars mit den Altardecken. Das Evangelienbuch und das Kreuz werden daraufgelegt. Zum Klang von Glocke und Triangel wird der Altar umschritten.
Nun folgt die Weihe des Taufbeckens, das mit den grünen Zweigen und den Mangoldblättern geschmückt wird. Zu weiteren umfangreichen Bibellesungen und Psalmgesängen wird das Wasser in das Taufbecken gefüllt und die Krüge werden zerschlagen. Mit den wohlriechenden Blättern wird das Taufbecken gereinigt und das Wasser wieder abgelassen. Daraufhin salbt der Bischof das Becken mit dem Chrisam und spricht: „Wir salben dieses Taufbecken und weihen es auf den Namen des heiligen Johannes des Täufers.“ Alle Altargeräte sowie die Ikonen und Reliquare werden gesalbt und mit eigenen Gebeten geweiht.

### Römisch-katholische Kirche

#### Terminologie
Die Begrifflichkeit im deutschen Sprachraum bezüglich der Kirchweihe ist nicht widerspruchsfrei, insbesondere die Übersetzung und Übersetzbarkeit der lateinischen Termini. Die Begriffe consecratio, dedicatio und benedictio werden in den Quellen meist eindeutig unterschieden, jedoch kommen diese Differenzierungen im deutschen Begriff Weihe nicht zum Ausdruck. Eine einheitliche Terminologie fehlt in deutschen kirchenamtlichen Texten, wie Untersuchungen von Kirchenrechtlern zeigen. Das 1983 erneuerte katholische Kirchenrecht benutzt für „weihen“ das lateinische dedicare (wörtlich: ‚übergeben, widmen‘), während der vorher (seit 1917) geltende Codex Iuris Canonici von consecrare (wörtlich: ‚heiligen, heilig machen‘) sprach. Den Begriff consecrare, Konsekration ‚Heiligung‘ verwendet das Kirchenrecht von 1983 nur noch in Bezug auf Menschen (Priesterweihe, Ordensgelübde) sowie auf die Eucharistie. Die Weihe einer Kirche (und eines Altares, can. 1238) ist als dedicatio ‚Widmung‘ zu verstehen. Im für die mit der römischen Kirche unierten Ostkirchen geltenden Codex Canonum Ecclesiarum Orientalium (CCEO), der 1990 promulgiert wurde, wird der Begriff consecratio verwendet: „Eine Kirche ist ein durch Konsekration oder Benediktion ausschließlich der Gottesverehrung gewidmetes Gebäude.“
Mit Dedicatio ‚Widmung‘ ist die vollständige Kirchweihe durch den Bischof gemeint, mit Benedictio ‚Segnung‘ die vorläufige Segnung eines Gotteshauses mit vereinfachtem Ritus, gegebenenfalls auch durch einen Priester anstelle des Bischofs. Beide Begriffe werden in der deutschsprachigen Literatur häufig als „Kirchweihe“ bezeichnet.
Im deutschen Sprachgebrauch wird schließlich zwischen dem Kirchentitel (titulus ecclesiae) und dem „Patrozinium“ einer Kirche nur sehr unzureichend differenziert, die Begriffe werden häufig gleichgesetzt. „Patrozinium“ kann zudem sowohl den Namen einer Kirche als auch das jährliche Titelfest bedeuten.

#### Theologische Aspekte
Die Kirche wird nach römisch-katholischer Auffassung durch die Weihe „weltlicher Zweckbestimmung entzogen und für den Gottesdienst bestimmt“. Nach dem geltenden Ritus der Kirchweihe wird sie nicht einem Heiligen geweiht, sondern Gott: Das Gebäude der Kirche wird „für immer dem Herrn geweiht“. Bereits im Weiheritus 1961 war der Text der Begleitgebete zu den Salbungen der Kirchenwände und des Altars geändert worden; hieß es vorher: Sanctificetur hoc templum … in honorem Dei et … ad nomen et memoriam Sancti N. „Dieses Gotteshaus werde geheiligt … zur Ehre Gottes und … auf den Namen und zum Gedächtnis des heiligen N.“, heißt es seitdem: Sanctificetur hoc templum … in honorem Dei et … et memoriam Sancti N. „Dieses Gotteshaus werde geheiligt … zur Ehre Gottes und … zum Gedächtnis des heiligen N.“
Auch die Altäre, mit denen Heilige geehrt werden sollen, werden Gott geweiht. Augustinus von Hippo schrieb: „Keinem der Märtyrer, sondern dem Gott der Märtyrer errichten wir an den Gedenkstätten der Märtyrer Altäre.“ In den kirchlichen Vorschriften zur Weihe eines Altares wird gefordert, dass man dies „den Gläubigen deutlich erklären“ müsse.
Zuständig für die Weihe einer Kirche ist der jeweilige Diözesanbischof; er kann bei Verhinderung einen anderen Bischof, im Ausnahmefall auch einen Priester mit der Weihe beauftragen. Die Weiheriten sind in die Feier einer heiligen Messe eingebettet. Das Weihegebet über Kirche und Altar, Salbung und Beräucherung des Altars und der Wände und das festliche Anzünden aller Lichter in der Kirche betonen die Bedeutung des Kirchengebäudes für die sich darin versammelnde Gemeinde. Die Weihe gilt nach katholischer Lehre als Sakramentale.
Im Zuge der vom Zweiten Vatikanischen Konzil beschlossenen Liturgiereform wurde seitens des Heiligen Stuhls im Jahr 1977 der Ritus für die Kirchweihe wesentlich vereinfacht und theologisch stärker akzentuiert. Die geltende liturgische Ordnung für die Weihe einer Kirche und eines Altares erschien auf Deutsch 1994 als 4. Band des Pontifikale für die katholischen Bistümer des deutschen Sprachgebietes. Im Mittelpunkt stehen Jesus Christus und das Pascha-Mysterium; Christus ist „durch seinen Tod und seine Auferstehung der wahre und vollkommene Tempel des Neuen Bundes geworden“, an und in dem Gott gegenwärtig ist. Die in früheren Weiheliturgien enthaltenen Bezüge zum alttestamentlichen Kult sind entfallen.
Das Kirchengebäude ist der Ort, wo die Gemeinde zusammenkommt, um das Wort Gottes zu hören, Gott vereint zu bitten und zu loben und vor allem die Mysterien Christi, die heilige Messe und die übrigen Sakramente, zu feiern. In der Kirche wird das Allerheiligste aufbewahrt und verehrt. Das Gebäude ist ein Bild der lebenden Kirche, des „aus lebendigen Steinen erbauten Tempels Gottes“. Zentrale Bedeutung hat darin der Altar, „um Anteil zu haben am Opfer des Herrn und aus dem heiligen Mahl Kraft zu schöpfen“. In besonderer Weise ist das Kirchengebäude „Zeichen der auf Erden pilgernden Kirche und zugleich Bild der Kirche, die bereits im Himmel weilt“.
In der Liturgie der Kirchweihe spielen Waschungen mit Wasser und Salbungen mit Öl traditionell eine Rolle. Diese Riten hatten Bedeutung bei der Umwidmung von heidnischen oder jüdischen Gebetsstätten zu christlichen Kirchen und können als Analogie zu den Sakramenten der Taufe und der Firmung verstanden werden.
Die Heiligenverehrung tritt bereits im Pontifikale Romanum von 1961 und vollends im jetzt geltenden Kirchweihritus zurück. Damit wird der Eindruck korrigiert, dass im Ritus der Kirchweihe „die Heiligenverehrung sich fast gefährlich der Verehrung Gottes nähert“, so Hanno Schmitt nach einem liturgiegeschichtlichen Vergleich der Kirchweih-Agenden seit dem 10. Jahrhundert bis 1994. Auch die Heiligenverehrung wird jetzt entschiedener und deutlicher im Licht des Pascha-Mysteriums Jesu Christi gesehen: Die Heiligen sind Zeugen der Verbundenheit der zum Gottesdienst versammelten Gemeinde und der verstorbenen Gläubigen mit Jesus Christus (Gemeinschaft der Heiligen), und sie werden als Schutzpatron und Fürsprecher bei Gott angerufen.
Der Jahrestag der Weihe einer Kirche und das Fest ihres Titelheiligen oder des Glaubensgeheimnisses ihres Titels („Patrozinium“, „Titularfest“) werden jährlich als Hochfeste begangen; der Weihetag einer Kathedrale ist in allen Kirchen des Bistums ein Fest. Ein weltweites Fest für die römisch-katholische Kirche ist der Weihetag der Lateranbasilika am 9. November, da die Lateranbasilika den Titel „Mutter und Haupt aller Kirchen des Erdkreises“ führt. Das Messbuch enthält für das Gedächtnis des Weihetags einer Kirche ein eigenes Messformular.
Kirchen verlieren ihre Weihe, wenn sie zu einem großen Teil zerstört oder profanem Gebrauch für dauernd zugeführt sind und durch Dekret des Ordinarius profaniert sind (CIC can. 1212).

#### Titulus ecclesiae
Im deutschen Sprachgebrauch wird zwischen dem Rechtsinstitut des „Kirchentitels“ und dem Begriff des „Patroziniums“ einer Kirche nur sehr unzureichend differenziert, die Begriffe werden häufig gleichgesetzt. Patrozinium kann zudem sowohl den Namen einer Kirche als auch das Titelfest bedeuten.
Das Kirchenrecht bestimmt: „Jede Kirche muß ihren Titel haben, der nach vollzogener Weihe nicht geändert werden kann“ (Unaquaeque ecclesia suum habeat titulum). Titel einer Kirche können sein, so die offizielle Einführung in den Ritus der Kirchweihe: „die Heiligste Dreifaltigkeit, unser Herr Jesus Christus mit Nennung eines seiner liturgisch gefeierten Mysterien oder seines Namens; der Heilige Geist; die selige Jungfrau Maria mit einem ihrer liturgischen Titel; die heiligen Engel; schließlich jeder in das Römische Martyrologium oder in dessen approbierten Anhang aufgenommene Heilige, ein Seliger jedoch nur mit Genehmigung des Apostolischen Stuhles“. Die Kirche soll nur einen einzigen Titel haben, mit Ausnahme von Heiligen, die gemeinsam im Kalender aufgeführt sind. Häufig als Titel gewählte Christusmysterien sind zum Beispiel Christkönig, Salvator oder Herz Jesu; häufige Marienpatrozinien sind: Unsere Liebe Frau, Maria Hilf, Mariä Himmelfahrt oder Königin des Friedens. Der titulus einer Kirche lässt heute keine Rückschlüsse auf die Herkunft der im Altar beigesetzten Reliquien zu. Das Titelfest oder der Gedenktag eines Kirchenpatrons wird jährlich in dieser Kirche als Hochfest begangen.
Die Vergabe des titulus (eines Heiligen oder eines Glaubensgeheimnisses) an eine Kirche ist kirchenrechtlich vom Vorgang der dedicatio (der Weihe selbst) zu unterscheiden. Der Titel wird gewöhnlich bereits bei der Grundsteinlegung des Gebäudes gewählt und im Akt der Benediktion oder Weihe der Kirche bestätigt. Im verbreiteten traditionellen Sprachgebrauch fällt jedoch in der Formulierung „dem heiligen NN geweiht“ beides zusammen.
Unter Würdigung der Änderungen in Liturgie und Kirchenrecht nach dem Zweiten Vatikanischen Konzil wird die Rechtsbestimmung ecclesia suum habeat titulum treffender ausgedrückt durch Formulierungen wie: Die Kirche „ist nach dem heiligen NN benannt“, „wird auf den Titel des heiligen NN geweiht“, „hat/trägt das Patrozinium des heiligen NN“ oder „steht unter dem Patrozinium des heiligen NN“.

#### Entwicklung der Weiheliturgie

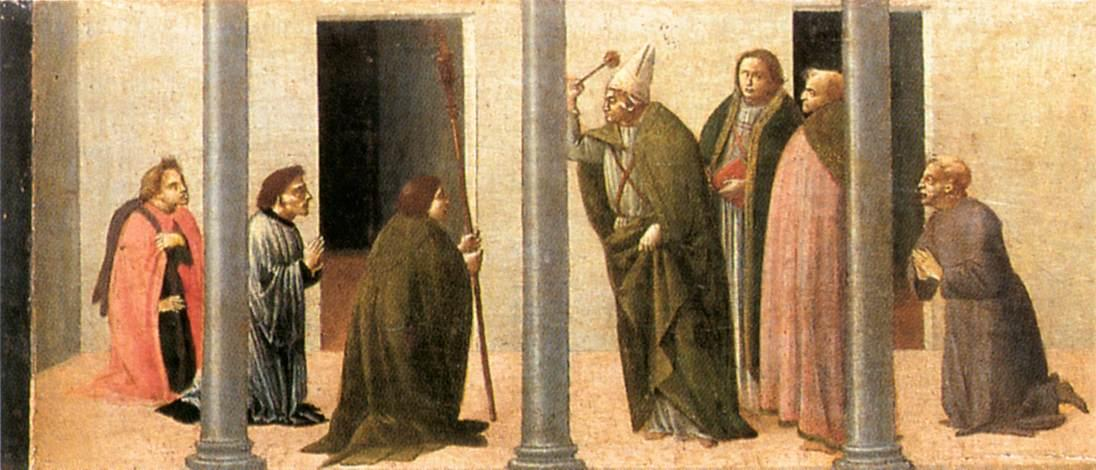
Weihe der Kirche des Hospitals der Unschuldigen Kinder in Florenz: Predella des Altarretabels der Kirche, Bartolomeo di Giovanni (1488)

Um die Mitte des 10. Jahrhunderts bildeten sich Weiheriten heraus, die für die folgenden Jahrhunderte prägend blieben. Im Mittelalter nahm die Reliquienverehrung stark zu; die Verehrung der Reliquien oft schon am Vorabend der Weihe, die feierliche Prozession zur Überführung der Reliquien in die Kirche und deren Beisetzungakt im Altar bekamen im Weiheritus eine wachsende und zentrale Bedeutung. Der Bischof verkündete seit dem 14. Jahrhundert den Gläubigen den Namen des Heiligen, auf dessen Namen, zu dessen Gedächtnis und Ehre die Kirche geweiht wurde, und den Namen des im Altar beigesetzten Heiligen; die Namen wurden auch in den Begleitgebeten zu den einzelnen Riten wiederholt, so dass, so Hanno Schmitt, die Kirche gleichzeitig als Haus Gottes und als Haus der Heiligen erschien.
Seit Ende des 8. Jahrhunderts wurde der Ritus im Frankenreich bewusst theologisch anhand alttestamentlicher Vorbilder ausgebaut (Wasserweihe mit Waschung bzw. Besprengung des Gebäudes, Salbungen). Insgesamt bekam der Ritus der Kirchweihe gegenüber der heiligen Messe ein stärkeres Eigengewicht; diese verlor ihre anfänglich zentrale Stellung und war jahrhundertelang nur der Anhang der Weihehandlung, den nicht einmal immer der Bischof selbst feierte, der die Kirche geweiht hatte. Die Herkunft der einzelnen Riten ist im Detail oft nur schwer zu bestimmen und unterlag vielfältigen Veränderungen.
Im Großen und Ganzen blieben die Riten und Abläufe bis in das Pontificale Romanum von 1961 erhalten. Der komplexe Ritus wurde mit der Liturgiereform infolge des Zweiten Vatikanischen Konzils im Jahr 1977 wesentlich vereinfacht (Ordo dedicationis ecclesiae et altaris, Pontifikale IV). Heute ist die Messfeier wieder die Haupthandlung als eucharistisches Zentrum, in das sich die einzelnen Weiheriten einfügen. Im Ritus der Kirchweihe (letzte Fassung von 1994) wird die Beisetzung von Reliquien bei der Kirchweihe nicht mehr gefordert, nur noch empfohlen; diese müssten eine gewisse Größe haben, damit sie noch als Teile menschlicher Körper erkennbar sind, und einen Echtheitsnachweis besitzen. Der Reliquienbehälter wird unterhalb der Altarmensa eingefügt (Sepulcrum); die Praxis, ihn in eine Aussparung der Altarplatte einzufügen, ist nicht mehr statthaft. Der auf die Heiligenverehrung ausgerichtete Text- und Ritenbestand wird bei der Feier der Kirchweihe wesentlich reduziert.
Im heutigen Weiheritus nicht mehr enthalten sind verschiedene früher lange Zeit übliche apotropäische Riten, die eine Grenze zwischen der profanen Welt und der Kirche ziehen und alles Unheil von dem Gebäude und den darin zum Gottesdienst versammelten Menschen abhalten sollten. Weggefallen sind mehrfache Umzüge um die Kirche, bei denen das Gebäude außen mit Wasser besprengt wurde, dem Salz beigegeben war. Auf den Einzugsritus folgte die Besprengung des Altars und des Innenraums mit eigens aus Wasser, Salz, Asche und Wein bereitetem Gregoriuswasser, dem man reinigende Wirkung zuschrieb. Entfallen ist bei der Altarweihe heute auch das wiederholte Salben des Altars, das mehrfache Umschreiten des Altars durch den Bischof, der dabei den Altar mit geweihtem Wasser besprengte, sowie die andauernde Inzens des Altars durch einen ihn umschreitenden Priester.
Der Alphabetritus war bis ins Pontificale von 1961 vorgesehen, er ist heute nicht mehr Bestandteil der Weiheliturgie.

#### Ritus der Kirchweihe (Dedikation) seit 1994
Für die Grundsteinlegung und den Baubeginn gibt es einen eigenen Ritus, der auch im Pontificale Romanum als erstes Kapitel enthalten ist.
Das Stundengebet am Weihetag wird mit eigenen Texten zur Kirchweihe gehalten und beginnt mit der ersten Vesper am Vorabend. Wenn Reliquien unter dem Altar beigesetzt werden sollen, kann am Vorabend bei den Reliquien eine Vigil gehalten werden.

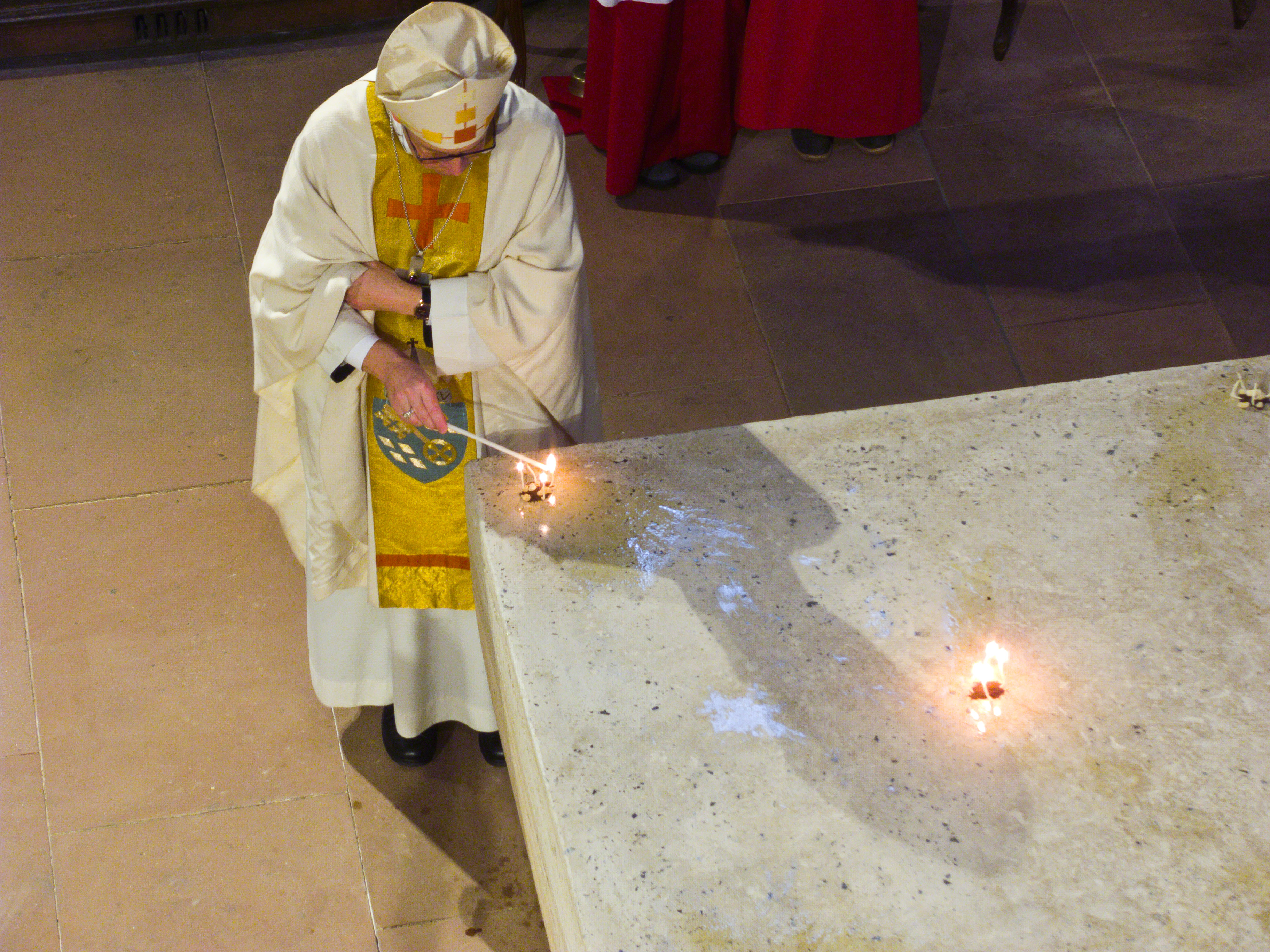
Weihe eines Altars durch den Mainzer Bischof Peter Kohlgraf (2018)

Die heilige Messe mit den darin eingebetteten Riten der Kirchweihe, Kapitel zwei im Pontifikale IV, hat heute fünf Teile:
- Eröffnung mit Einzug, bei dem gegebenenfalls auch die Reliquien mitgeführt werden können, die im Altar beigesetzt werden: Die Liturgie kann in einer benachbarten Kirche oder an einem anderen geeigneten Versammlungsort beginnen; von dort werden die Reliquien in einer Prozession zur Kirche übertragen. Ist eine Prozession nicht möglich, kann sich die Gemeinde auch vor oder in der zu weihenden Kirche versammeln. Am Kirchenportal bittet der Bischof um Öffnung; er kann dazu mit seinem Krummstab an die Tür klopfen. Beim Eintreten in die Kirche kann er mit dem Stab ein Kreuz auf die Türschwelle zeichnen. Zum Eröffnungsritus gehören die Wasserweihe am Taufstein, der dabei gleichzeitig gesegnet wird, und die Besprengung des Kirchengebäudes von innen und der Gläubigen mit Weihwasser, eventuell mit Taufgedächtnis. Der Bischof kann bereits jetzt auch die Kirchenwände an zwölf Stellen mit Chrisam salben; dabei können ihn konzelebrierende Priester unterstützen. Der Eröffnungsritus schließt mit dem Gesang des Gloria und dem Tagesgebet. Die gesalbten Stellen an den Kirchenwänden werden meist mit Apostelleuchtern und Weihekreuzen gekennzeichnet.
- Der Wortgottesdienst: Zu Beginn des Wortgottesdienstes segnet der Bischof den Ambo, indem er ein Gebet spricht und ihn mit Weihwasser besprengt. Immer gelesen werden soll die Perikope Neh 8,1–10 EU, eine zweite Lesung und das Evangelium haben wechselnde Texte. Der Bischof hält eine Homilie. Das Credo entfällt, wenn ein Taufgedächtnis stattgefunden hat. Die Fürbitten werden im folgenden Teil am Ende der Allerheiligenlitanei gesprochen oder gesungen.
- Die Weihehandlung: Nach der Allerheiligenlitanei, bei der die Patrone des Bistums, des Ortes und der Kirche um Fürsprache angerufen werden, werden gegebenenfalls Reliquien in das Altargrab eingefügt. Jetzt singt oder spricht der Bischof das Weihegebet, das zum Ausdruck bringt, dass die Kirche für immer dem Herrn geweiht wird, und in dem um den Segen Gottes gebeten wird. Anschließend wird der Altar mit Weihwasser gesegnet (nicht mehr mit Gregoriuswasser abgewaschen wie früher), und die ganze Altarmensa wird mit Chrisam gesalbt; auch die Kirchenwände werden jetzt gesalbt, wenn es nicht schon im Eingangsritus erfolgte. In der Mitte und an den vier Ecken des Altares werden Wachsdochte entzündet und Weihrauchkörner verbrannt; zu diesem Weihrauchopfer in der Tradition jüdischer Tempelliturgie wird der Hymnus Veni Sancte Spiritus oder ein anderer Gesang zum Heiligen Geist gesungen. Danach wird der Altar als Stätte des eucharistischen Opfers und Tisch des Herrn mit dem Altartuch bedeckt, Kerzen, Blumen und das Altarkreuz werden auf den Altar gestellt. Alle Kerzen in der Kirche werden entzündet und der Kirchenraum erhellt; das erinnert an Jesus Christus, „das Licht zur Erleuchtung der Heiden“ (Lk 2,32 EU). Erstmals brennen jetzt auch die Apostelleuchter an den vorher gesalbten Stellen an den Kirchenwänden.
- Eucharistiefeier mit Gabenbereitung, Eucharistischem Hochgebet und Kommunionfeier: Die Präfation geht besonders auf die Widmung der Kirche als Ort ein, an dem die Gemeinde die göttlichen Geheimnisse feiert und die als Bild des himmlischen Jerusalem verstanden wird.[78] Gibt es in der Kirche eine Sakramentskapelle, wird das Allerheiligste nach der Kommunion in einer Prozession dorthin übertragen; dabei wird der Tabernakel vom Bischof durch Besprengen mit Weihwasser gesegnet.
- Abschluss mit Oration, Segen des Bischofs und Entlassungsruf durch den Diakon.

Der Text des Weihegebets lautet:

„Allmächtiger, ewiger Gott, in freudigem Lobgesang preisen wir deinen Namen, denn du heiligst und führst deine Kirche.

In festlicher Feier weihen wir dir heute dieses Haus des Gebetes. Es soll dir für immer gehören und für uns ein Ort sein, an dem wir dich, unsern Vater, voll Liebe verehren, auf dein Wort hören und die Sakramente des Heiles feiern.

Dieses Haus weist hin auf das Geheimnis der Kirche, die Christus in seinem Blut geheiligt hat. Sie ist dein Zelt unter den Menschen, der heilige Tempel, erbaut aus lebendigen Steinen, gegründet auf das Fundament der Apostel; der Eckstein ist Jesus Christus.

Zu dir flehen wir, Herr, Unser Gott: Segne vom Himmel her diesen Altar und diese Kirche. Dieser Ort sei geheiligt für immer und dieser Tisch auf ewig geweiht für das Opfer Christi. Hier tilge die Flut deiner Gnade die Vergehen der Menschen.

Hier feiere deine Gemeinde, versammelt um den Altar, das österliche Gedächtnis und lebe vom Wort und vom Leibe Christi.

Hier erklinge der freudige Lobgesang, hier vereine sich die Stimme der Menschen mit den Chören des Himmels, und das Gebet für das Heil der Welt steige allezeit empor vor dein Angesicht.

Hier mögen die Armen Barmherzigkeit finden, die Bedrückten die Freiheit und jeder Mensch die Würde deiner Kindschaft.

Nach dieser Zeit aber lass uns alle jubelnd einziehen in das himmlische Jerusalem.

Darum bitten wir durch Jesus Christus, deinen Sohn, unsern Herrn und Gott, der in der Einheit des Heiligen Geistes mit dir lebt und herrscht in alle Ewigkeit. Amen.“

#### Benediktion einer Kirche oder Kapelle
Da nach kirchlichem Recht eine Kirche erst dann geweiht werden kann, wenn kein Grundpfandrecht mehr auf ihr lastet, kann es sein, dass der Zeitpunkt der Fertigstellung und damit der Beginn der Nutzung und das Datum der Kirchweihe weit auseinander liegen; in diesem Fall soll die Kirche mit Beginn der Nutzung in einem einfacheren Ritus benediziert (gesegnet) werden, ebenfalls, wenn aus anderen Gründen, etwa in Kriegszeiten, eine Weihe nicht sofort möglich ist. Auch Kirchen, Kapellen oder andere Räume, die nur vorübergehend oder zeitweise dem Gottesdienst dienen, sowie private Oratorien werden nach diesem vereinfachten Ritus benediziert. Die Benediktion findet im Rahmen einer heiligen Messe statt und wird vom Bischof oder von einem von ihm beauftragten Priester vorgenommen. Gesegnet werden dabei auch der Ambo, der Altar und der Tabernakel.

### Kirchen der Reformation

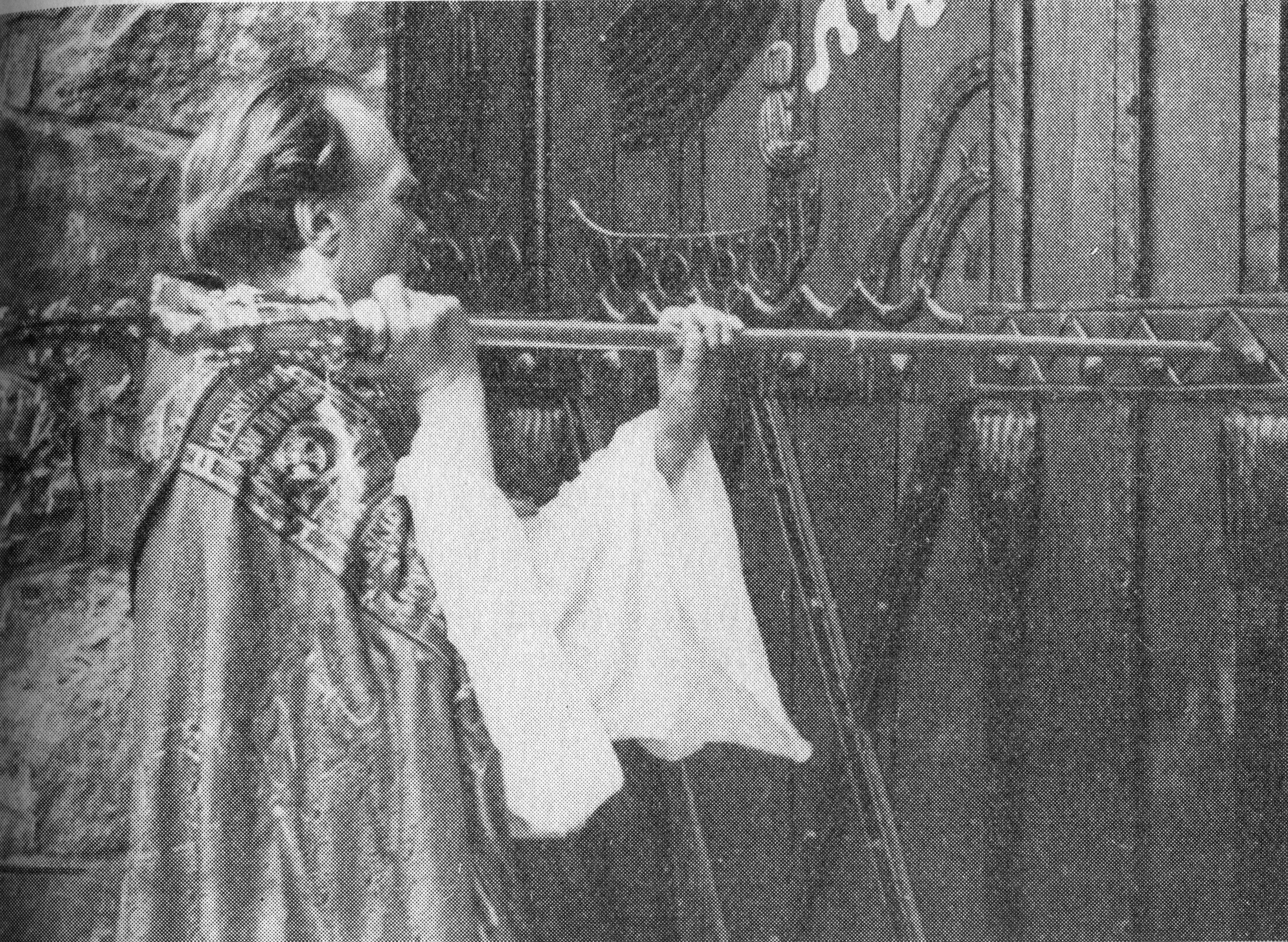
Einweihung der Ansgarkapelle auf Björkö durch Erzbischof Nathan Söderblom (1930)

In den evangelischen Kirchen hat die Einweihung eines Kirchengebäudes keinen sakramentalen Charakter. Der Protestantismus lehnt die Kirchweihe im Sinne einer Consecratio ab; evangelische Kirchengebäude werden lediglich als Raum zum kirchlichen Gebrauch im Sinne einer Widmung (Dedicatio) ausgewiesen. Insbesondere lehnt die Reformation ebenso wie die Anrufung von Heiligen auch die Unterstellung von Kirchen unter deren Schutz (Patrozinium) ab. Vielfach blieben aber ältere Namen der Kirchen bestehen. Um Kirchenneubauten durch Namen unterscheidbar zu machen, werden sie heute oft nach biblischen Personen oder Orten („Pauluskirche“, „Bethlehemskirche“), nach Glaubensinhalten („Auferstehungskirche“, „Erlöserkirche“, „Dreieinigkeitskirche“, „Gnadenkirche“) oder nach Personen oder Ereignissen der Kirchengeschichte („Martin-Luther-Kirche“, „Paul-Gerhardt-Kirche“, „Dietrich-Bonhoeffer-Kirche“, „Reformationskirche“) benannt.

#### Lutherische Kirchen
In der Schrift Von den Konziliis und Kirchen (1539) setzte sich Martin Luther kritisch mit den zahlreichen kirchlichen Segnungen (Realbenediktionen) seiner Zeit auseinander. Er zitierte 1 Tim 4,5  und kommentierte diesen Vers: „Denn daraus [= aus dem Segen] kriegt die creatur kein neue krafft, sondern wird bestetigt in jrer vorigen krafft.“ Geweihtes Wasser, Salz, Kräuter usw. blieben daher in ihrem Wesen unverändert. In diesem Kontext fuhr Luther fort: Kirchen, Altäre, liturgisches Gerät und Gewänder zu gebrauchen, sei aus pädagogischen Gründen und um der guten Ordnung willen sinnvoll, aber nicht unbedingt erforderlich. Man könne auch auf der Straße Gottesdienst feiern oder zuhause taufen. Wenn die lutherischen Agenden bei der Weihe von Kirchen und Kirchengerät 1 Tim 4,5  im Eingangsvotum zitieren, so beziehen sie sich auf diese Schrift Luthers. Problematisch ist das insofern, als im biblischen Kontext von Nahrungsmitteln die Rede ist und auch Luther an erster Stelle Realbenediktionen von Wasser, Salz, Kräutern usw. im Blick hat, die Agende IV aber ausschließlich Weihen bzw. Einweihungen von Menschen geschaffener Gebäude und Objekte behandelt.
Der hergebrachte römische Ritus der Kirchweihe wurde von Luther in den Schmalkaldischen Artikeln verworfen. Wie die Weihe einer Kirche im Sinne Luthers vorgenommen werden sollte, geht aus seiner Kirchweihpredigt 1544 in Torgau hervor:

„Mein lieben Freunde, wir sollen jtzt dis newe Haus einsegnen und weihen unserm HERrn Jhesu CHRisto, Welches mir nicht allein gebürt und zustehet, Sondern jr solt auch zu gleich an den Sprengel und Reuchfass greiffen, auff das dis newe Haus dahin gericht werde, das nichts anders darin geschehe, denn das unser lieber Herr selbs mit uns rede durch sein heiliges Wort, und wir widerumb mit jm reden durch Gebet und Lobgesang. Darumb, damit es recht eingeweihet und gesegnet werde, … Wollen wir anfahen Gottes wort zu hören und zu handlen …“

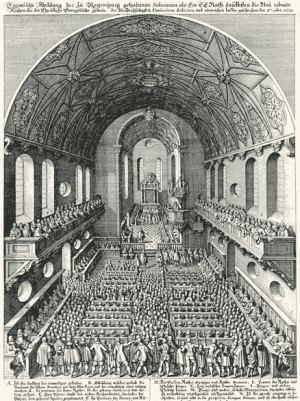
Einweihung der Dreieinigkeitskirche zu Regensburg (1631)

Bereits der Titel der von Luther in der Torgauer Schlosskapelle gehaltenen Predigt verdeutlicht die Distanz zum bisherigen Kirchweihritus. Zweck des neuen Kirchenraums ist es demnach, Ort der öffentlichen Wortverkündigung zu sein; und nach einigen einleitenden Sätzen wandte sich Luther in seiner Kirchweihpredigt dem Tagesevangelium zu und legte dieses aus. Abschließend sprach Luther die versammelte Gemeinde an: sie habe mit ihm den Kirchenraum mit dem rechten Weihwasser besprengt, d. h. dem Wort der Bibel. Nun sollten die Anwesenden auch mit ihm zum Weihrauchfass greifen, d. h. beten: für die Kirche insgesamt, sodann für diesen nunmehr eingeweihten Kirchenraum, dass er rein erhalten und nicht durch den Teufel und seine Irrlehre beschmutzt werde. Konsequenterweise unterließ Luther in der Torgauer Schlosskapelle jegliche formale Weihehandlungen.
Die lutherischen Kirchenordnungen des 16. Jahrhunderts kannten keinen besonderen Kirchweihritus; trotzdem gab es aber verschiedenartige Weihen von Kirchenräumen und Kircheninventar, wie Paul Graff herausarbeitete. Um 1600 führte der Druck von Kirchweihpredigten zu einer Vereinheitlichung. Es bildeten sich folgende Typen von Einweihungen neuer Kirchengebäude heraus:
1. durch Ingebrauchnahme, ohne besondere Feier,
2. durch einen Abendmahlsgottesdienst,
3. durch die Feier beider Sakramente am selben Tag, nämlich Abendmahlsgottesdienst vormittags, Taufgottesdienst nachmittags.

Die gut dokumentierte Einweihung der Regensburger Dreieinigkeitskirche (1631) inszenierte die ständisch geordnete Stadtgesellschaft, die sich hier versammelte. Architektonisch war der Altarraum (als Ort des Abendmahls) durch Stufen und Balustrade vom Kirchenschiff getrennt. Die Geistlichkeit betete am Beginn des Kirchweihgottesdienstes vor dem Altar kniend, und der Superintendent intonierte: „Heiliger Herr Gott Dein Hauß.“ Nach weiteren Gebeten und Musik folgte eine Rede des Stadtsyndikus, in der er die Verantwortung des Stadtrats für den Kirchenbau darstellte und dem Pfarrer nunmehr das Kirchengebäude für den Gottesdienst entsprechend der Confessio Augustana zur Verfügung stellte.
Im 18. Jahrhundert gewann die Prozession zum neuen Kirchengebäude an Bedeutung, die im 16. und 17. Jahrhundert noch nicht üblich gewesen war. Die Gemeinde versammelte sich zum Beispiel beim Pfarrhaus und zog dann zur neuen Kirche, voran die Pfarrer mit den liturgischen Geräten, Bibel und Agende. Die Kirche wurde ein- oder dreimal umschritten, dann erst betreten. In der Kirche setzte sich der Gottesdienst mit Psalmgebet (Psalm 84 oder Psalm 87) und Liedern fort.
Die Einweihung einer evangelischen Kirche erfolgt heute im Rahmen eines feierlichen Gottesdienstes. Wenn vorhanden, nimmt die Gemeinde Abschied von der alten Gottesdienststätte und zieht dann zur neuen, wo vor der Kirchentür die Schlüssel übergeben werden. Fakultativ, d. h. wahlfrei, können in der evangelisch-lutherischen Kirche (VELKD) Altar, Taufstein, Kanzel, Orgel sowie Glocken geweiht werden.

#### Anglikanische Gemeinschaft
Die Church of England machte weder in der Elisabethanischen Religionsregelung noch in der Stuart-Restauration eine einheitliche Form der Kirchweihe verbindlich. Die Verantwortung für Kirchweihen lag im 17. Jahrhundert bei den Bischöfen, die auf Grundlage der mittelalterlich-westkirchlichen Tradition unterschiedliche Kirchweihordnungen erließen. Weite Verbreitung fand die von Lancelot Andrewes, Bischof von Winchester, 1620 erstellte Kirchweihordnung. Andrewes sah einen Stationsgottesdienst mit passenden Gebeten am Taufstein, an der Kanzel, am Altar vor. Darauf folgen Morgenlob und Eucharistiefeier. Der Grundgedanke dabei ist, dass Einweihung durch Gebrauch geschieht.
Zwei Impulse veranlassten die Kirche aber im frühen 18. Jahrhundert, einen einheitlichen Kirchweiheritus festzulegen. Einerseits expandierten die Vorstädte von London und Westminster, und zahlreiche neue Kirchen wurden dort gebaut. Andererseits ermöglichte die Toleranzakte von 1689 den Dissentern, eigene Kapellen und Bethäuser einzurichten; mancherorts übernahmen sie auch Pfarrkirchen. Von Seiten der Dissenter wurde die Kirchweihepraxis massiv in Frage gestellt. Der Dissenter James Owen (The History of the Consecration of Altars, Temples and Churches, 1706) argumentierte beispielsweise, viele englische Kirchengebäude hätten nie eine andere Weihe erhalten als die „papistische“, die verdientermaßen von allen reformatorischen Kirchen verworfen werde. Das sei aber ohne Belang, da in diesen Kirchengebäuden nun der „wahre Gottesdienst“ gefeiert werde. Daraus folgte für ihn, dass ein Kirchengebäude grundsätzlich durch den darin gefeierten Gottesdienst und nicht durch ein Weiheritual in Gebrauch genommen werde. Die Kirchweihe sei päpstlich und nicht biblisch begründet, denn die dafür herangezogenen Bibelstellen (besonders Salomos Tempelweihegebet) handelten nicht von christlichen Kirchengebäuden. Die Convocation der Church of England beschloss 1712 eine einheitliche Kirchweiheordnung (Form of consecration, revidiert 1715). Gegenüber Andrewes’ Ordnung von 1620 sind die „papistischen“ Zeremonien erheblich reduziert. Keine der beiden Editionen der Form of consecration erlangte allgemeine Geltung, so dass es weiterhin den Bischöfen obliegt, die Kirchweiheordnung für ihre Diözese festzusetzen. Oft liegen die Kirchweiheordnungen Bischof Wordsworths aus den Jahren 1887 und 1898 zugrunde.
Im Gegensatz zur Church of England haben andere Gliedkirchen der Anglikanischen Gemeinschaft Kirchweiheordnungen erlassen.
Beispiel: Episkopalkirche
Das Book of Common Prayer (2004) sieht folgende Ordnung für die Kirchweihe (The Dedication and Consecration of a Church) vor: Die Gemeinde zieht mit dem Bischof zur neuen Kirche. Dabei können liturgische Geräte und Bücher mitgeführt werden. Wenn die Prozession an der Kirchentür eintrifft, sagt der Bischof: „Die Türen mögen geöffnet werden!“ Dies geschieht, und er zeichnet mit dem Bischofsstab ein Kreuz auf die Türschwelle, verbunden mit dem Friedenswunsch für alle, die diese Kirche betreten werden. Die Gemeinde zieht nun ein und begibt sich zum Taufbecken. Der Bischof legt die Hand darauf und sagt: „Vater, wir danken dir, dass wir durch das Wasser der Taufe der Sünde gestorben und in Christus neu geworden sind. Gewähre, dass die hier Getauften sich der Freiheit und der Herrlichkeit der Kinder Gottes erfreuen. … Wir weihen (dedicate) dieses Taufbecken im Namen des Vaters und des Sohnes und des Heiligen Geistes. Amen.“ Hier können sich Taufen anschließen. Danach begibt sich der Bischof zur Kanzel, wo er für die Predigenden und die Predigthörer betet und anschließend die Kanzel dediziert. Nun folgt der Wortgottesdienst (Evangelium: Mt 7,13–14.24–25 oder Mt 21,10–14). Die anschließende Altarweihe wird als „Aussonderung“ (setting apart) bezeichnet. Nach einem Gebet im Wechsel spricht der Bischof: „Herr Gott, höre uns. Heilige diesen Tisch, der dir geweiht ist. Möge er uns ein Zeichen des himmlischen Altars sein, wo deine Heiligen und Engel dich ewiglich preisen. Nimm hier die beständige Erinnerung des Opfers deines Sohnes an. Gewähre, dass alle, die an diesem heiligen Tisch essen und trinken, genährt und erfrischt werden durch sein Fleisch und Blut, Vergebung ihrer Sünden empfangen, miteinander verbunden und zu deinem Dienst gestärkt werden.“ Der Altar wird nun von Gemeindegliedern mit den Altartüchern bekleidet. Sie stellen die Abendmahlsgeräte darauf und entzünden die Kerzen. Eine Eucharistiefeier schließt sich an.

## Die Kirchweih als Volksfest
Zum Weihetag oder Patrozinium einer Kirche kamen im Mittelalter viele Menschen zusammen. Nach der liturgischen Feier war Markt und Volksfest. Noch heute findet in vielen Orten die jährliche Kirmes um den Weihetag oder das Patronatsfest statt.
Unabhängig vom konkreten Gedenktag einer bestimmten Kirche wird mancherorts auch ein allgemeines Kirchweihfest gefeiert („Allerweltskirchweih“), das zumeist als Jahrmarkt im Herbst stattfindet und ebenfalls Kirmes, Kärwa, Kirwa oder Kerb genannt wird. Vor allem im südbayerischen Raum findet am dritten Sonntag im Oktober die Allerweltskirchweih statt. Diese wurde im Jahre 1866 eingeführt, um die vielen und zum Teil recht ausgedehnten Kirchweihfeiern der Städte und Dörfer zu vermeiden.

### Katholische und evangelische Kirchen
- Andreas Heinz: Kleine Symbolik: Haus der Gemeinde – Gottes Haus. Das Kirchengebäude im Licht des erneuerten Kirchweihritus. In: Weizenkorn. Elemente zur Feier der Gemeindeliturgie, Bd. 7, Verlag Katholisches Bibelwerk, Stuttgart 1986, S. 127–135.
- Vera Isaiasz: Lutherische Kirchweihen um 1600: Die Weihe des Raumes und die Grenzen des Sakralen. In: Susanne Rau, Gerd Schwerhoff (Hrsg.): Topographien des Sakralen: Religion und Raumordnung in der Vormoderne. Dölling und Galitz, Hamburg/München 2008, ISBN 978-3-937904-74-0, S. 103–119.
- Vera Isaiasz: Architectonica Sacra: Feier und Semantik städtischer Kirchweihen im Luthertum des 16. und 17. Jahrhunderts. In: Vera Isaiasz, Uta Lotz-Heumann, Monika Mommertz, Matthias Pohlig (Hrsg.): Stadt und Religion in der frühen Neuzeit. Soziale Ordnungen und ihre Repräsentationen. Campus, Frankfurt/New York 2007, ISBN 978-3-593-38436-8, S. 125–146.
- Friedemann Merkel: Art. Kirchweihe. In: Evangelisches Kirchenlexikon. Internationale theologische Enzyklopädie 3. Auflage. Bd. 2. Göttingen 1989, Sp. 1293–1294.
- Hanns Peter Neuheuser: Mundum consecrare. Die Kirchweihliturgie als Spiegel der mittelalterlichen Raumwahrnehmung und Weltaneignung. In: Elisabeth Vavra (Hrsg.): Virtuelle Räume: Raumwahrnehmung und Raumvorstellung im Mittelalter. Akten des 10. Symposiums des Mediävistenverbandes, Krems, 24.–26. März 2003. Akademie Verlag, Berlin 2005, S. 259–280.
- Hanno Schmitt: „Mache dieses Haus zu einem Haus der Gnade und des Heils“. Der Kirchweihritus in Geschichte und Gegenwart als Spiegel des jeweiligen Kirchen- und Liturgieverständnisses im 2. Jahrtausend (= Paderborner theologische Studien Bd. 40). Ferdinand Schöningh, Paderborn/München/Wien/Zürich 2004, ISBN 3-506-71777-4 (648 Seiten; Online).
- Andrew Spicer: Anglican Rites of Consecration and the Delineation of Sacred Space, ca. 1689–1735. In: Church History 90/2 (2021), S. 324–347.
- Ralf M. W. Stammberger, Claudia Sticher, Annekatrin Warnke: Das Haus Gottes, das seid ihr selbst. Mittelalterliches und barockes Kirchenverständnis im Spiegel der Kirchweihe (= Erudiri sapientia. Bd. 6). Berlin 2006, ISBN 3-05-003780-6 (bes.: Peter Wünsche: „Quomodo ecclesia debet dedicari“. Zur Feiergestalt der westlichen Kirchweihliturgie vom Frühmittelalter bis zum nachtridentinischen Pontifikale von 1596).
- John Wickham (Hrsg.): English orders for consecrating churches in the seventeenth century: together with forms for the consecration of churchyards, the first stone of a church, the reconciliation of a church and the consecration of altar plate. London 1911 (Online).

### Ostkirchen
- Vincenzo Ruggieri: Consacrazione e dedicazione di chiesa, secondo il Barberinianus graecus 336. In: Orientalia Christiana Periodica 54 (1988) S. 82–91 (älteste überlieferte byzantinische Ordnung, 8. Jh.).
- Vitalijs Permjakovs: Make this the place where your glory dwells: Origins and evolution of the byzantine rite for the consecration of a church. Diss. Notre Dame, Indiana 2012 (ungedruckt, PDF).
- Mateusz R. Potoszny: Consacrare un luogo a Dio. La fondazione e la dedicazione di una chiesa nella tradizione bizantina e latina. Analisi comparativa storico-liturgica degli odierni rituali. Diss. Rom (PIO) 2012.
- Daniel Findikyan: The Armenian Ritual of the Dedication of a Church. A Textual and Comparative Analysis of Three Early Sources. In: Orientalia Christiana Periodica 64 (1998) S. 75–121.
- George William Horner: The service for the consecration of a Church and Altar according to the coptic rite, edited with translations from a coptic and arabic manuscris of A.D. 1307. Ed. Harrison and sons, London 1902.
- Ayub Silvanos: The Rite of Consecration of the Church According to the Syrian Orthodox Tradition. Diss. Manchester 2014.
- William Toma: The Mystery of the Church: Syriac Critical Edition and Translation of the Rite of the Consecration of the Altar with Oil and the Chapter “On the Consecration of the Church” from the Book of the Seven Causes of the Mysteries of the Church by Patriarch Timothy II. Excerpta ex Dissertatione ad Doctoratum. Pontificium Institutum Orientalium Studiorum, Rom 2007 (ostsyrischer Ritus).